# Френк Козик
Френк Козик (9 січня 1962, Мадрид — 6 травня 2023, Сан-Франциско, Каліфорнія) — американський графічний дизайнер іспанського походження, найбільш відомим своїми плакатами для альтернативних рок-груп. Його обкладинка альбому включала гурти Queens of the Stone Age та The Offspring. Пізніше у своїй кар'єрі він був дизайнером іграшок у Kidrobot.

## Раннє життя
Козик народився 9 січня 1962 року в Торрехоні, Мадрид, Іспанія. Його батько був американським військовослужбовцем, а мати була іспанкою; вони розлучилися ще до його народження. 1976 року, у віці 15 років, він переїхав до Сакраменто, Каліфорнія, щоб жити з батьком. Після закінчення середньої школи, у віці 18 років, він приєднався до військово-повітряних сил США і був дислокований в Остіні, штат Техас, де пізніше оселився.

## Кар'єра
Після звільнення з військово-повітряних сил Козик працював швейцаром у нічному клубі Остіна, ставши частиною міської андеграундної рок-сцени. Вперше він привернув увагу як андерграундний художник-самоучка на початку 1980-х років, створюючи листівки та плакати для панк-гуртів Остіна.
У 1993 році Козик переїхав до Сан-Франциско, де відкрив друкарню та заснував компанію Man's Ruin Records, яка випустила понад 200 платівок панк-гуртів та альтернативних груп. 2001 року він закрив лейбл, щоб зосередитися на образотворчому мистецтві.
Козик працював з Nirvana, Pearl Jam, Soundgarden, Stone Temple Pilots, Red Hot Chili Peppers, Melvins, The Offspring, Butthole Surfers і Helmet.
Він створив обкладинки багатьох альбомів, у тому числі однойменного дебютного альбому Queens of the Stone Age 1998 року та Americana The Offspring, а також зняв кліп на пісню Soundgarden «Pretty Noose».
Козик опублікував кілька книжок, у тому числі «Man's Ruin: Posters and Art by Frank Kozik» та «Desperate Measures Empty Pleasures». Як дизайнер іграшок, Козик створив Smorkin' Labbit, популярну серію вінілових художніх фігур і був креативним директором Kidrobot, виробника та роздрібного продавця дизайнерських іграшок. Хоча відомий насамперед своїми трафаретними роботами, рідкісна картина Лаббіта була продана на телевізійному аукціоні Four Rooms за 4000 фунтів стерлінгів.
Козик також був учасником мистецького руху стакізму.

## Смерть
Козік помер у Сан-Франциско 6 травня 2023 року у віці 61 року. У нього залишилася дружина Шерон.